# Georges Charpak
Georges Charpak (Dubrovytsia, 1 augustus 1924 - Parijs, 29 september 2010) was een Pools-Frans natuurkundige. In 1992 ontving hij de Nobelprijs voor Natuurkunde "Voor zijn uitvinding en ontwikkeling van deeltjesdetectors, met name de meerdradige proportionele kamer".

## Biografie
Charpak werd geboren in het dorpje Dubrovytsia (destijds gelegen in oostelijk Polen, nu Oekraïne) als zoon van Joodse ouders. Toen hij zeven jaar oud was verhuisde het gezin van Polen naar de Franse hoofdstad Parijs. Gedurende de Tweede Wereldoorlog diende hij in het ondergrondse verzet, totdat hij in 1943 gevangen werd gezet door de Vichy-autoriteiten. In 1944 werd hij gedeporteerd naar het Naziconcentratiekamp Dachau, waar hij verbleef totdat het kamp in 1945 werd bevrijd. In 1946 verkreeg hij de Franse nationaliteit.
Hij studeerde af in 1948 en begon te werken voor het Franse Centre national de la recherche scientifique (CNRS, Nationaal Centrum voor Wetenschappelijk Onderzoek). In 1954 behaalde hij zijn doctoraat in de nucleaire natuurkunde aan het Collège de France, in Parijs, alwaar hij onder meer in het laboratorium van Frédéric Joliot-Curie werkte.
In 1957 trad hij toe tot de staf van het CERN, het Europese centrum voor deeltjesonderzoek, in Genève. Hier vond hij de 'meerdradige proportionele kamer' uit, waar hij patent op verkreeg. In tegenstelling tot eerdere deeltjesdetectoren, zoals het bellenvat die alleen de achtergelaten sporen van elementaire deeltjes kan vastleggen met een snelheid van één of twee per seconde, kon zijn meerdradige kamer tot één miljoen sporen per seconde registreren. De snelheid en de precisie van de meerdradige kamer, en van de opvolgers ervan zoals de driftkamer en de tijdprojectiekamer, revolutioneerde de hoge-energiefysica.
In 1991 ging hij bij het CERN met pensioen. Naast zijn werk bij het CERN werd Charpak in 1980 professor aan het École supérieure de physique et de chimie industrielles de la ville de Paris (ESPCI) in Parijs, waar hij vanaf 1984 de Joliot-Curie leerstoel behield. In 1985 werd hij gekozen tot lid van de Académie des Sciences.